# Idiot Pilot
Idiot Pilot es un dúo de rock alternativo proveniente de Bellingham, Washington, Estados Unidos, fundada por Michael Harris y Daniel Anderson.

## Historia
Idiot Pilot fue fundada en 2003 por Michael Harris y Daniel Anderson, compañeros de escuela, luego de su experiencia en la banda de punk Azero Cherry. Su álbum debut de 2005 Strange We Should Meet Here fue publicado de manera independiente antes de firmar un contrato con la discográfica Reprise Records. Dos años después el dúo publicó su segundo larga duración, titulado Wolves y producido por Mark Hoppus de la banda Blink-182.
En 2008 la banda realizó una gira por los Estados Unidos con Atreyu, Avenged Sevenfold y Bullet for My Valentine en el marco del tour Taste of Chaos. Luego de ser despedidos por Reprise, ambos músicos decidieron pausar sus actividades con Idiot Pilot para dedicarse a otros proyectos. En febrero de 2019 el dúo se reunió y anunció el lanzamiento de un nuevo trabajo discográfico titulado Blue Blood.

## Músicos
- Michael Harris – voz, guitarra, batería
- Daniel Anderson – guitarra, bajo, teclados, voz

## Discografía
- Strange We Should Meet Here (2005)
- Wolves (2007)
- Blue Blood (2019)